# Pinul lui Elliot
Pinul lui Elliot sau pinul de mlaștină (denumire latină Pinus elliottii) este o specie de arbori aparținând genului Pinus și familiei Pinaceae. Originar din sud-estul SUA, are o arie de răspândire naturală care se întinde din sudul Carolinei de Sud până în sud-estul Louisianei și sudul Floridei.

## Descriere
Copac de până la 30,5 m înălțime. Trunchi de până la 0,6 m în diametru, drept sau curbat. Coroana este conică, sferică sau uniformă. Scoarța este portocalie sau violet-maro, cu șanțuri care se intersectează formând plăci solzoase de formă neregulată. Ramurile sunt întinse sau îndreptate în sus; ramurile sunt puternice, de până la 1 cm grosime, maro portocaliu, se întunecă și se aspru cu vârsta.
Mugurii sunt cilindrici, maro-argintii, lungime de 1,5–2 cm; marginile solzilor sunt franjuri. Frunzele (ace) se adună câte 2–3 în mănunchi, diverg în lateral sau în sus, rămân pe copac aproximativ 2 ani, 15–20 (23) cm lungime și 1,2–1,5 mm grosime, drepte sau ușor sinuoase, flexibile, galben sau albastru-verde, liniile stomatice sunt vizibile pe toate suprafețele. Marginile acelor sunt fin zimtate; vârful ascuțit ascuțit; teaca frunzelor 1–2 cm.
Conurile masculine sunt cilindrice, lungi 30–40 mm, cu o tentă violet. Conurile feminine sunt simetrice, stau pe o ramură individual sau în perechi, se maturizează la fiecare 2 ani, cad la un an după scăparea semințelor, îngust ovați înainte de deschidere și ovoizi după, (7-)9-18(-20) cm lungime, maro deschis, pe pețioli de până la 3 cm; apofize lucioase (parcă lăcuite), ușor convexe; proeminență centrală, concav-piramidală, cu coloana vertebrală scurtă, puternică. Semințe elipsoide, ascuțite, lungi 6–7 mm, maro închis; aripă până la 20 mm.

## Răspândirea
Crește în centura tropicală și subtropicală din sud-estul Statelor Unite, în principal în Florida. Este răspândit și în statele Georgia, Carolina de Sud, Mississippi, Alabama și Louisiana, adiacente Floridei. De asemenea, este introdus și cultivat în Africa Sudică, unde crește sălbatic la marginile pădurilor provinciei sud-africane Mpumalanga și în regiunile umede joase din Zimbabwe.
Crește de-a lungul coastei, de obicei pe teren înalt, cu prezența apei proaspete.

## Fapte diverse
- Pinul lui Elliot trăiește până la 200 de ani.
- De obicei pinul crește până la o înălțime de 18–30,5 m, dar în sudul Floridei înălțimea acestuia nu depășește 17 m. Diametrul trunchiului în ambele cazuri nu depășește 61 cm.[1]

## Galerie

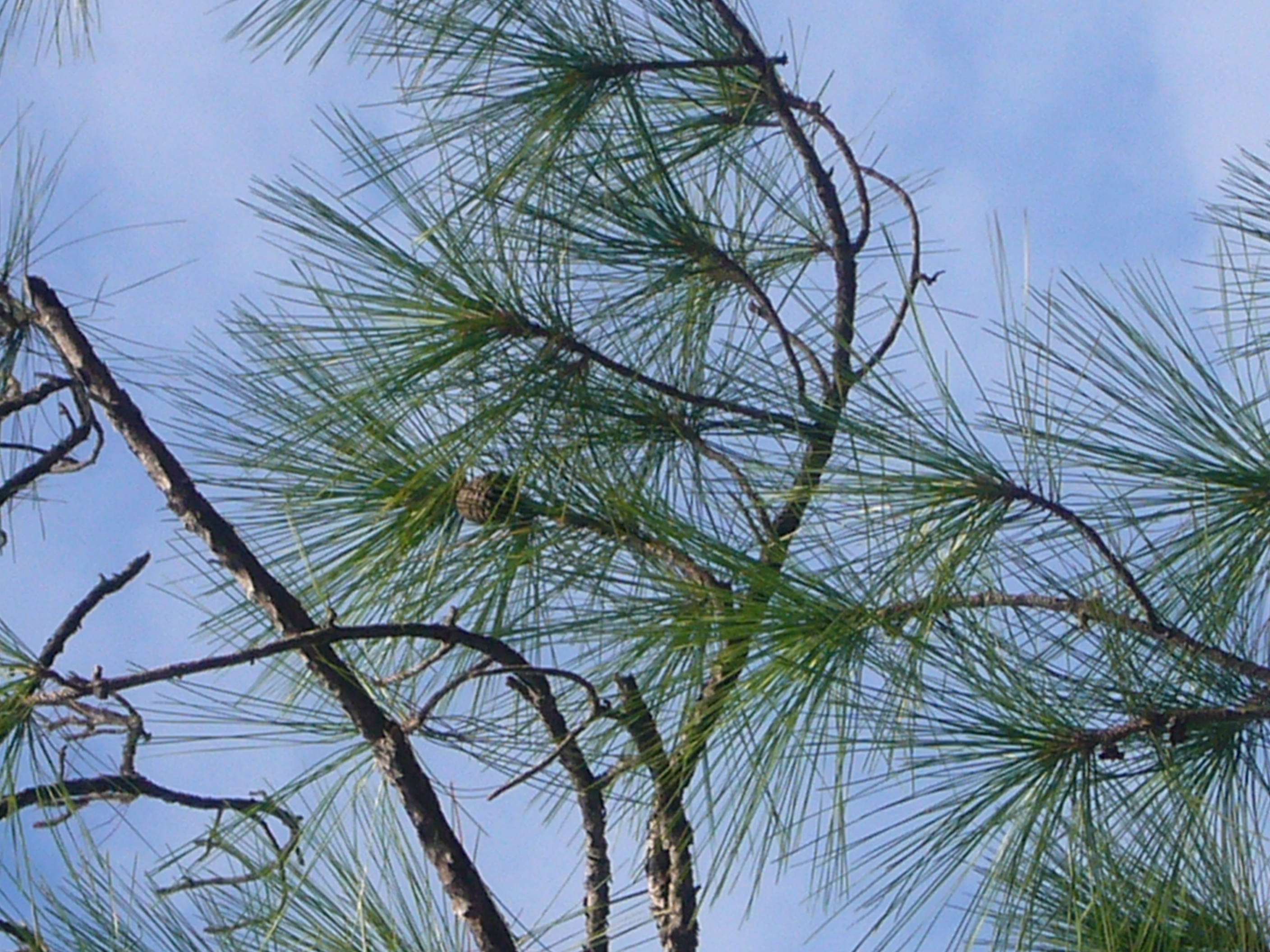
Ramura
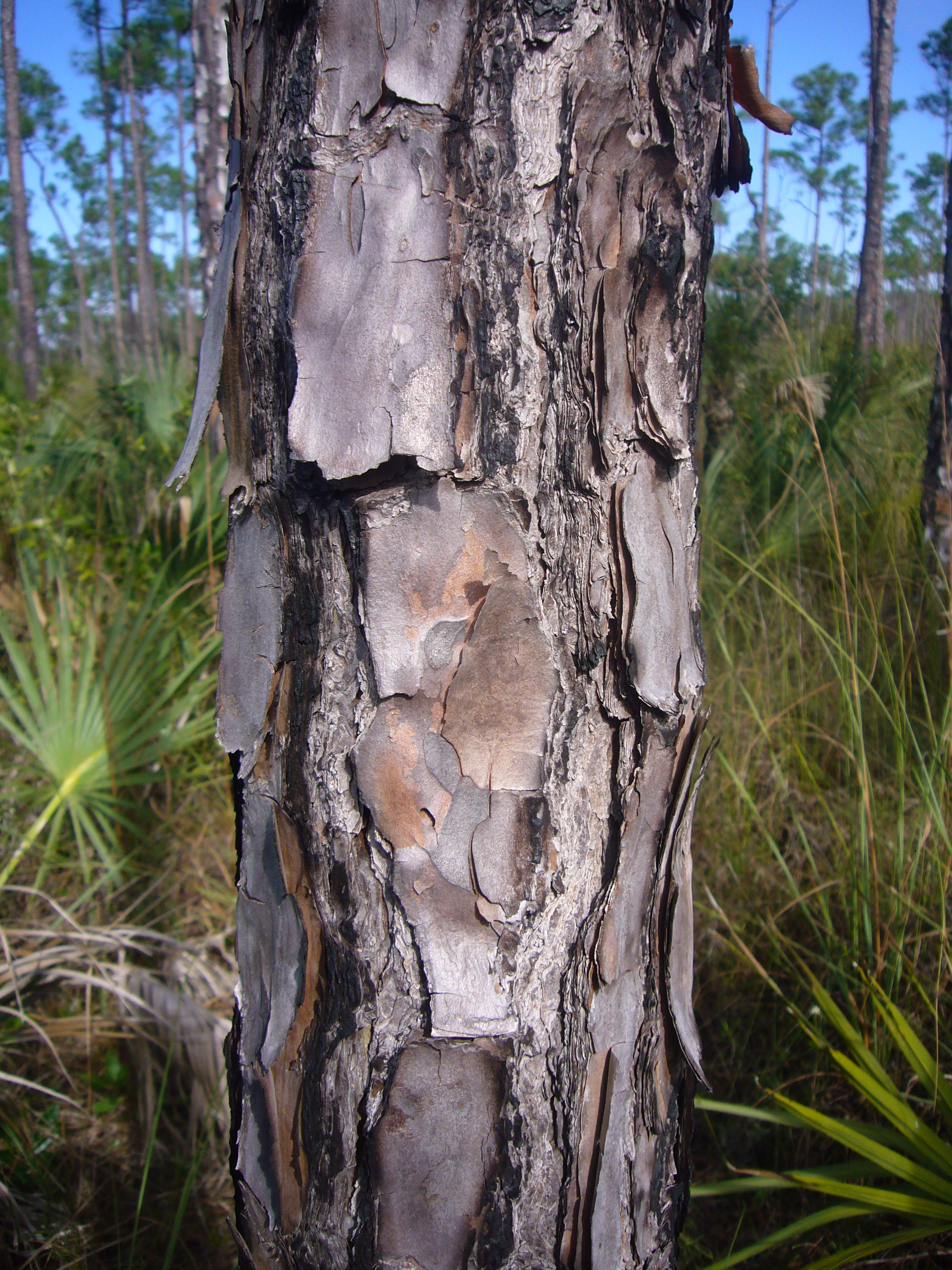
Latra
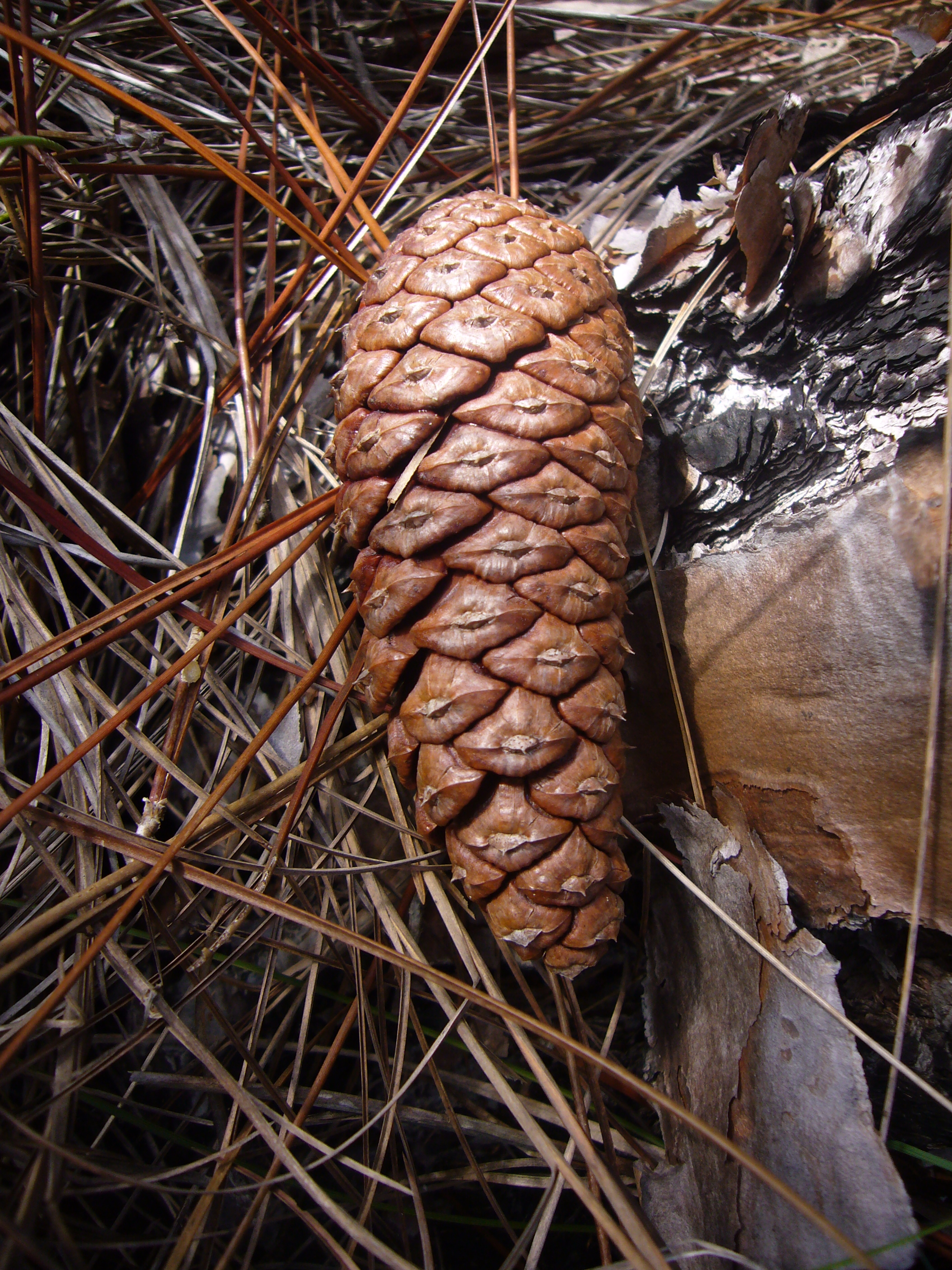
Con nedeschis

## Legături
- Baza de date pentru gimnosperme
- Elliot Pine Fapte
- Elliot Pine la locul stației maritime Smithsonian Arhivat în 28 noiembrie 2018, la Wayback Machine.